# Prodoretus indicus
Prodoretus indicus är en skalbaggsart som beskrevs av Machatschke 1959. Prodoretus indicus ingår i släktet Prodoretus och familjen Rutelidae. Inga underarter finns listade i Catalogue of Life.